# Zofia Surzycka
Zofia Konstancja Eleonora Surzycka z Niecielskich (ur. 19 stycznia 1874 w Milanowie, zm. 3 listopada 1957) – polska działaczka społeczna i narodowa, przewodnicząca Narodowej Organizacji Kobiet w Krakowie.

## Życiorys

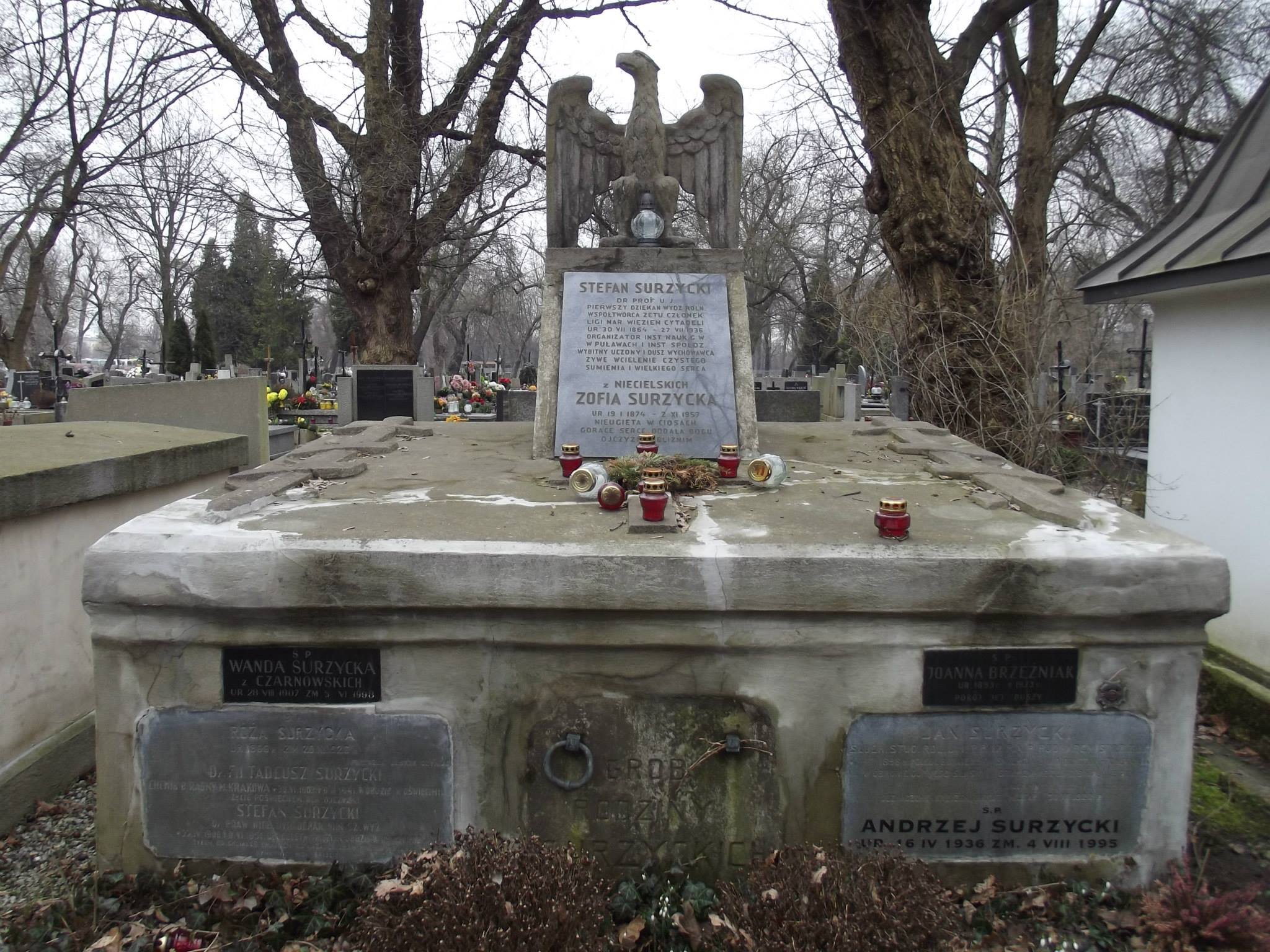
Grobowiec rodzinny Surzyckich na cmentarzu Rakowickim w Krakowie

Była córką Józefa Niecielskiego i Zofii Wandy z Krassowskich. 31 października 1897 w Kościele Mariackim w Krakowie wyszła za mąż za Stefana Surzyckiego, profesora nauk rolniczych. Mieli razem trzech synów: Jana, Tadeusza i Stefana oraz córkę Zofię, która wyszła za Mariana Nowińskiego. Należała do zarządu VI koła Towarzystwa Szkoły Ludowej im. Juliusza Słowackiego w Krakowie oraz do Komitetu dla Obrony Śląska Cieszyńskiego. W październiku 1911 była skarbniczką Organizacji Obrony Kresów Zachodnich, w 1912 członkinią Towarzystwa Przyjaciół Sztuk Pięknych w Krakowie, a w 1914 członkinią wydziału Ligi Spolszczania Miast. W tym samym roku w październiku została członkinią Komitetu Doraźnej Pomocy dla Ewakuowanych. W kwietniu 1915 została kierowniczką szwalni dla osób dotkniętych wojną.
W okresie międzywojennym była przewodniczącą Narodowej Organizacji Kobiet w Krakowie. Działała także w Obozie Wielkiej Polski. W 1928 weszła w skład prezydium Komitetu Katolicko-Narodowego na województwo krakowskiego. W 1933 kandydowała do Rady Miejskiej Krakowa z listy Polskiego Bloku Obrony Chrześcijańskiej Krakowa w okręgu wyborczym nr V (Wesoła i Warszawskie). W styczniu 1939 była jedną z założycielek Polskiej Chrześcijańskiej Kasy Bezprocentowej dla Kobiet w Krakowie. 
Zmarła 3 listopada 1957. Została pochowana na cmentarzu Rakowickim w Krakowie (PAS 33 III, płd).